# Julia Samuelsson-Samenius
Julia Gunhilda Samuelsson-Samenius, född 23 juni 1892 i Helsingborg, död 29 maj 1968 i Stockholm, var en svensk målare.
Hon var dotter till fabrikören Anders Andersson och hans hustru Paulina och gift 1919–1928 med grosshandlaren Fritz Samuelsson. Hon studerade först vid en teknisk yrkesskola där hon fick teckna efter modell och lära sig snida i trä och ciselera. Därefter studerade hon måleri vid Berggrens och Blombergs målarskolor i Stockholm samt för Nils Forsberg i Helsingborg och senare även för Edvin Ollers i Stockholm. Hon företog ett stort antal studieresor till bland annat Paris, Ibiza, Marocko, Tyskland, Bornholm, Schweiz och som stipendiat vistades hon på San Michele 1956. Separat ställde hon bland annat ut i Eskilstuna, Sandviken, Umeå, Kumla och Falkenberg. Hon medverkade i samlingsutställningar arrangerade av Helsingborgs konstförening på Vikingsberg konstmuseum, Föreningen Svenska Konstnärinnor och i grupputställningar på Galerie S:t Lucas i Stockholm. Hennes konst består av stilleben och realistiska landskap utförda i olja eller akvarell. 